# Camera de Licențiere a Republicii Moldova
Camera de Licențiere a Republicii Moldova reprezintă autoritatea publică regulatorie pe segmentul activității de întreprinzător. Documentele permisive eliberate de Camera de Licențiere – licențele, vizează cele mai diverse ramuri ale economiei naționale.
Parte a procesului de activitate a Camerei, este și segmentul autorizării pe contingentele tarifare. „Hotărîrea de Guvern nr. 262” din 7 martie 2008 a determinat aria activității Camerei pe platforma administrării cotelor tarifare la exportul mărfurilor în Uniunea Europeană.
În conformitate cu art.8 alin.(1) din „Legea nr. 451-XV” din 30 iulie 2001, în prezent în Republica Moldova sînt supuse reglementării prin licențiere 44 genuri de activitate (dintre care: de către Camera de Licențiere – 32). Pe parcursul anilor numărul domeniilor, în care Camera de Licențiere a eliberat documente permisive, a fluctuat continuu: de la 44 genuri (în anul 2003), pînă la 32 (în anii 2010–14).

## Legături externe
- Date generale despre evoluția Camera de Licențiere, anii 2002-2014[nefuncțională]
 pe pagina web a autorității